# Conus desidiosus
Espèce
Statut de conservation UICN

 LC  : Préoccupation mineure
Conus desidiosus est une espèce de mollusques gastéropodes marins de la famille des Conidae.
Comme toutes les espèces du genre Conus, ces escargots sont prédateurs et venimeux. Ils sont capables de « piquer » les humains et doivent donc être manipulés avec précaution, voire pas du tout.

## Description
Dans la description originale de Adams de 1854, ce coquillage est décrit ayant une tête pyramidale et conique, avec la base traversée par des rainures obliques, assez profondément incisées ; sa couleur est brun clair, le dernier verticille est traversé par une large bande blanchâtre et des lignes de couleur brune, avec des lignes blanchâtres ondulées sur le dos. La flèche est haute et conique, les rampes suturales sont plates, avec deux rainures en spirale dans la partie médiane, la lèvre est arquée, avec une dépression dans le dos. La taille du spécimen décrit par Adams, provenant de la Collection Cuming, est de 24,1 x 11,6 mm. L'origine indiquée dans la description d'Adams est l'Afrique de l'Ouest.

## Distribution
Dans une zone d'environ 50 km autour de Faro, au Portugal, il existe une variété de Conus ventricosus avec des caractéristiques particulières de couleur qui est considérée comme appartenant à cette espèce. Sur la base des caractéristiques de ces spécimens, certains tendent à définir comme Conus desidiosus également d'autres variétés de Conus ventricosus similaires à celles du Portugal, mais avec une couleur de fond jaune.
En 1991 Raybaudi a examiné quelques spécimens de Conus ventricosus de Lampedusa, qu'un collectionneur italien a soumis à son attention, et elle a remarqué une ressemblance apparente de leur couleur avec celle de Conus desidiosus. L'origine différente, Lampedusa au lieu de l'Afrique de l'Ouest, aurait pu faire soupçonner qu'ils appartiennent à une espèce différente de Conus desidiosus, cependant, car cela signifierait admettre l'existence en Méditerranée d'une nouvelle espèce de Conus, Raybaudi préféra conclure que la population de Lampedusa coïncidait presque parfaitement avec l'holotype d'Adams, et proposa donc de modifier le Locus Typicus de l'original d'Adams, à savoir l'Afrique occidentale, à Lampedusa.
Raybaudi n'a pas compté la grande diversité dans la morphologie des Conus de Lampedusa avec l'holotype de Conus desidiosus et même les différences dans la structure de la couleur : Les aspects les plus faciles à noter sont l'inclinaison différente de la bande spirale placée juste sous la moitié du dernier verticille, et la plus grande courbure des lignes de croissance vers la base du Conus de Lampedusa, liée à la courbure des lignes de croissance de l'holotype de Conus desidiosus.

### Niveau de risque d’extinction de l’espèce
Selon l'analyse de l'UICN réalisée en 2011 pour la définition du niveau de risque d'extinction, cette espèce est endémique de la Méditerranée spécifiquement de l'Algave, du Portugal et de Lampedusa, Italie, mais peut-être aussi sur d'autres sites. Actuellement, elle n'est connue que de quelques endroits où elle est rare. On ne pense pas que la qualité de son habitat soit en déclin, et il n'y a que des menaces de faible niveau. Elle est classée dans la catégorie préoccupation mineure.

## Taxonomie

### Publication originale
L'espèce Conus desidiosus a été décrite pour la première fois en 1854 par le médecin de marine et conchyliologiste britannique Arthur Adams (1820-1878) dans la publication intitulée « Proceedings of the Zoological Society of London »,.

### Synonymes
- Conus (Lautoconus) desidiosus A. Adams, 1854 · appellation alternative
- Lautoconus desidiosus (A. Adams, 1854) · non accepté

### Identifiants taxinomiques
Chaque taxon catalogué par les bases de données biologiques et taxonomiques possède un identifiant qui permet d'établir un point de référence. Les identifiants de Conus desidiosus dans les principales bases sont les suivants :
CoL : 5ZXQ5 - GBIF : 6511510 - iNaturalist : 431937 - IRMNG : 11704016 - TAXREF : 155484 - UICN : 15307969 - WoRMS : 426478